# Nagari Balai Gurah
Nagari Balai Gurah is een bestuurslaag in het regentschap Agam van de provincie West-Sumatra, Indonesië. Nagari Balai Gurah telt 5490 inwoners (volkstelling 2010).